# Te tuae
Il te tuae è un cibo tipico delle Kiribati: è una pasta essiccata di frutti di Pandanus tectorius, che grazie alla particolare lavorazione può essere conservata per tempi molto lunghi.

## Preparazione
I frutti maturi di pandanus tectorius vengono cotti e successivamente schiacciati per eliminare la parte fibrosa, ottenendo così una purea che viene stesa in strati sottili ad essiccare al sole. Viene poi tagliata, ulteriormente essiccata, piegata e avvolta in foglie di pandanus tectorius.

## Uso
Si conserva molto a lungo, anche per anni, e per questo motivo ricopre un ruolo importante nel garantire la sicurezza alimentare degli isolani. È inoltre un'importante fonte di beta-carotene, in un paese in cui sono frequenti malattie legate a carenza di vitamina A.
Tradizionalmente viene consumato dopo averlo ammorbidito nel latte di cocco.
Per preparazione e uso è simile al mokwan marshallese e al sehnikun in kipar degli Stati Federati di Micronesia.